# Wappen Mayottes

Wappen Mayottes

Das Wappen Mayottes, eines französischen Übersee-Départements, ist ein in silbernem Bogenschnitt bordiertes Wappen und von Blau und Rot geteilter Schild.
Oben ein silberner, liegender Mond und unten zwei goldene sechsblättrige Blüten mit silbernem Butzen. Schildhalter sind zwei silberne Seepferdchen.
Unter dem Wappen die Devise auf silbernem Band mit schwarzen Majuskeln „RA HACHIRI“ („Wir sind wachsam“). Über dem Wappen steht in roten Majuskeln der Name „MAYOTTE“.